# 马尔滕·施密特
马尔滕·施密特（荷蘭語：Maarten Schmidt，1929年12月28日—2022年9月17日），荷兰天文学家，第一个意识到射电源3C 273的光谱中无法证认的宽发射线，其实是高红移后的氢的巴尔末线和电离氧的谱线，从而成为“类星体”这一天体种类公认的发现者。

## 經歷
马尔滕·施密特生於荷蘭格罗宁根。施密特師從扬·奥尔特，並於1956年在莱顿天文台獲得博士學位。
1959年他遷往美國並進入加州理工學院任職。一開始他的研究是關於星系動力學和質量分布的理論。在這個時期要注意的是，他提出了涉及在星際雲氣中恆星形成率和星际物质密度相關的施密特定律。接著他開始研究無線電波源的光譜。1963年他使用帕洛马山天文台著名的200英寸的反射望遠鏡確定一個可見光下的天體就是電波源3C 273並研究其光譜。當這個外表像恆星的物體看起來距離地球相對較近，但 3C 273 的光譜卻出現高達 0.158 的紅移，代表這個物體距離銀河系極遠，而且光度極高。施密特因此將 3C 273 稱為「類星體」（"Quasi-Stellar Object" 或 "Quasar"），之後並發現了數千個類星體。

## 榮譽
獲獎
- 1964年美國天文學會海伦·B·华纳天文学奖
- 1966年3月11日時代雜誌封面[5]
- 1978年亨利·諾利斯·羅素講座
- 1980年英國皇家天文學會金質獎章
- 1980年荷蘭皇家藝術與科學學院院士[6]
- 1991年詹姆斯·克雷格·沃森獎
- 1992年布鲁斯奖
- 2008年科维理奖天文物理學獎
- 挪威科学与文学院院士[7]

命名事物
- 小行星10430

## 外部連結
- 马尔滕·施密特在加州理工學院網頁